# Ravenna (Ohio)
Ravenna è una città della contea di Portage nell'Ohio, negli Stati Uniti. Era formata da porzioni della Ravenna Township nella Connecticut Western Reserve. La popolazione era di 11 724 abitanti al censimento del 2010 e stimata in 11 476 abitanti nel 2018. È il capoluogo della contea di Portage. Ravenna fu fondata nel 1799, pianificata nel 1808, e prende il nome dall'omonima città italiana. La città fa parte dell'area statistica metropolitana di Akron e della grande area statistica combinata di Cleveland-Akron-Canton.

## Geografia fisica
Secondo l'Ufficio del censimento degli Stati Uniti, ha una superficie totale di 5,68 mi² (14,71 km²).

## Storia
Il 25 maggio 1853, l'Associazione per i diritti delle donne dell'Ohio (Ohio Woman's Rights Association), fondata nel 1852 a Massillon, tenne il suo primo incontro in tutto lo stato a Ravenna. I partecipanti hanno contribuito alla stesura di una petizione all'Assemblea generale dell'Ohio, chiedendo una legislazione che garantisse alle donne maggiori diritti.
Nel 1905, l'A.C. Williams Co. fu fondata qui. Negli anni 1920, la società fu riconosciuta come il più grande produttore di giocattoli in ghisa al mondo.

## Società

### Evoluzione demografica
Secondo il censimento del 2010, la popolazione era di 11 724 abitanti.

### Etnie e minoranze straniere
Secondo il censimento del 2010, la composizione etnica della città era formata dal 91,1% di bianchi, il 5,6% di afroamericani, lo 0,2% di nativi americani, lo 0,4% di asiatici, lo 0,0% di oceanici, lo 0,3% di altre etnie, e il 2,3% di due o più etnie. Ispanici o latinos di qualunque etnia erano l'1,4% della popolazione.